# Толкова очаквани приятелства
„Толкова очаквани приятелства“ е български телевизионен игрален филм от 1984 година на режисьора Жарко Павлович, по сценарий на Александър Карасимеонов. Главните роли се изпълняват от Иван Балсамаджиев и Венета Зюмбюлева.
Филмът е излъчен през 1984 г. по Българската телевизия.

## Актьорски състав
| Роля                      | Изпълнител        |
| ------------------------- | ----------------- |
| Ангелов                   | Иван Балсамаджиев |
| Вера                      | Венета Зюмбюлева  |
| инженер Мирослав Братинов | Михаил Петров     |
| майката на Мирослав       | Люба Алексиева    |
|                           | Калоян Цанов      |
|                           | Любчо Миладинов   |
|                           | Илия Божилов      |
|                           | Николай Иванов    |
|                           | Любомир Василев   |
| директорът                | Георги Гайтанеков |
|                           | Стефан Германов   |
|                           | Даринка Митова    |

## Екип
| Режисьор                | Жарко Павлович                                         |
| Автор                   | Александър Карасимеонов                                |
| Отговорен оператор      | Крум Георгиев                                          |
| Оператори               | Константин Хаджиев Иван Ненков Емил Радичев            |
| Редактор                | Галя Бъчварова                                         |
| Художник                | Павлета Зукова                                         |
| Тоноператор             | Петър Захариев                                         |
| Музикално оформление    | Тамара Бузина                                          |
| Тонрежисьор             | Йордан Пеев                                            |
| Асистент-режисьори      | Светла Петрова Здравка Грозданова Емил Христов         |
| Грим                    | Виолета Георгиева                                      |
| Екипи на ПТС - 7, 8 и 9 | ръководители: Кирил Райков Илия Матов Костадин Кръстев |
| Видеомонтаж             | Георги Цветков                                         |
| Режисьор на пулт        | Донка Патърчанова                                      |
| Директор на продукция   | Стефан Геранов                                         |